# Termin zawity
Zasugerowano, aby zintegrować ten artykuł z artykułem Prekluzja (dyskusja). Nie opisano powodu propozycji integracji.
Termin zawity – szczególny rodzaj terminu stanowczego, charakteryzujący się dużym rygorem prawnym, przejawiającym się w tym, że niepodjęcie określonej czynności przez uprawniony podmiot w okresie zakreślonym tym terminem, powoduje definitywne wygaśnięcie przysługującego podmiotowi prawa do tej czynności. Kodeks cywilny nie zawiera wprawdzie ogólnej regulacji terminów zawitych, ale pojawiają się one przy regulacjach określonego rodzaju sytuacji.
Według art. 122 k.p.k. z 1997 § 1. Czynność procesowa dokonana po upływie terminu zawitego jest bezskuteczna. § 2. Zawite są terminy do wnoszenia środków zaskarżenia oraz inne, które ustawa za zawite uznaje.
Wygaśnięcie uprawnienia jest bezwzględnie wiążące dla stron stosunku prawnego, sądu lub innego organu powołanego do rozpoznania sprawy. Upływ terminu zawitego jest uwzględniany z urzędu, a nie dopiero na wniosek strony lub wskutek zarzutu przez nią podniesionego. 
Tylko w wyjątkowych okolicznościach możliwe jest przywrócenie uprawnienia. Dotyczy to głównie niedotrzymania terminu w wyniku zdarzeń losowych, na które nie miało się wpływu. Ciężar uprawdopodobnienia tych okoliczności spoczywa na podmiocie.
Termin zawity według cywilistów jest terminem prekluzyjnym.
Terminy zawite nigdy nie odnoszą się do organu, który prowadzi postępowanie. Obowiązują tylko strony i niektóre inne osoby.